# Портрет Евгении Примавези
«Портрет Евгении Примаве́зи» (нем. Bildnis Eugenia Primavesi) — картина австрийского художника Густава Климта. Хранится в Тоётском городском художественном музее.
Об обстоятельствах создания портрета сохранилась переписка. Густав Климт получил заказ от актрисы Евгении Примавези ещё во время работы над портретом дочери Меды, для чего мама и дочь регулярно выезжали из Ольмюца позировать в Вену. Евгения хотела подарить его мужу Отто на Рождество 1913 года, но Климт не успевал закончить картину в срок, о чём просил прощения в письме от 19 декабря 1913 года. Готовый портрет занял почётное место над письменным столом в кабинете банкира. В 1949 году Меда Примавези переехала в Канаду и забрала портрет матери с собой. Он долгое время считался утраченным, а в 1987 году был продан Медой на аукционе «Сотбис» и отправился в Тоётский городской художественный музей.
Поклонница идей и будущая владелица Венских мастерских изображена на портрете анфас в модном реформенном платье. Спрятав Евгению Примавези в цветистый, похожий на его пейзажи кафтаноподобный наряд, Климт оставил открытым вопрос о том, стоит портретируемая или сидит. Зелёный закруглённый элемент заднего плана, как будто приподнимающий фигуру актрисы, отсылает к портрету Фритцы Ридлер. В правом верхнем углу картины художник в традициях азиатской живописи изобразил сфинкса, как двумя годами ранее на портрете Паулы Цукеркандль. Фон портрета лучистого лимонного цвета поделён на две зоны, не ограниченные рамкой, как прежде, а различающиеся плотностью цветочных мотивов.